# 미하엘 렌징
미하엘 렌징 (Michael Rensing, 1984년 5월 14일, 링겐 ~) 은 독일의 전 축구 선수로, 현역 시절 포지션은 골키퍼였다.

## 클럽 경력

### 초기 경력
독일인 아버지와 세르비아인 어머니 사이에서 태어난 렌징은 2000년에 TuS 링겐에서 FC 바이에른 뮌헨으로 이적하였고, 클럽 내 유소년팀에서 그의 기량을 향상시켰다.
그는 2002-03 시즌 전체를 독일 남부 레기오날리가에 속한 FC 바이에른 뮌헨 II에서 보냈고, 이듬해 올리버 칸 골키퍼의 백업으로 UEFA 챔피언스리그 스쿼드에 등록되었다.

### FC 바이에른 뮌헨
렌징은 2004년 2월 21일, 1-0으로 승리한 함부르크 SV에서 풀타임을 소화하며 데뷔전을 치루었다. 그는 FC 샬케 04와의 2번째 경기에서도 무실점을 기록하였다.
렌징은 2005-06 시즌, 총 6번의 분데스리가 경기에 출장하였고, 2006년 2월 21일, 부상당한 올리버 칸을 대신하여 UEFA 챔피언스리그 경기에 출장하기도 하였다. (공교롭게도 상대팀 AC 밀란의 골키퍼 지다 또한 부상당하였고, 양팀은 백업 골키퍼로 맞붙었다.) 경기는 2-2 무승부로 종료되었다. 2006년 4월 15일, 렌징은 아르미니아 빌레펠트를 앞두고 사건에 연루되었다. 그는 올리버 칸의 눈부상으로 인해 칸을 벤치로 내려보냈고, 렌징은 칸을 대신하여 출전하였고, 경기를 2-0 승리로 종료시켰다.
칸의 은퇴시기가 다가오자, 렌징은 더 많은 출장기회를 잡았고, 칸의 마지막 시즌인 2007-08 시즌에는 17번의 경기에 출장하였다.
2008년, 올리버 칸의 은퇴 이후, 렌징은 주전 골키퍼가 되었지만, 그의 자리를 굳히기는 어려웠다. VfL 볼프스부르크와의 경기에서 5골을 실점한 이후 그는 백업 키퍼였던 한스 외르크 부트에게 주전 자리를 넘겨주었으며 이후 부상으로 잔여 경기에 출전하지 못하였다.
2009-10 시즌에 샬케 04로부터 마누엘 노이어 영입이 실패로 끝나자 뮌헨의 새로운 감독이었던 루이스 반 할은 그에게 신뢰를 보냈다. 그러나 3라운드 이후 다시 부트에게 주전 자리를 넘겨주었다. 이후 렌징은 SV 베르더 브레멘과의 2010년 1월 23일 경기에 부트와 하프타임 교체출전하여, 3-2 승리를 일구어 냈다. 그 외에도 DFB-포칼에 3경기 출장하였지만, 시즌 종료 후, 뮌헨은 그와 재계약하지 않았다.
2010년 11월 렌징은 레스터 시티 FC의 트라이얼 제의를 받았지만, 그는 제안을 거절하였다.

### 1. FC 쾰른
2010년 12월 21일, 렌징은 1. FC 쾰른과 반년 계약을 체결하였다. 그의 1. FC 쾰른과의 하프 시즌 이후, 렌징은 키커지로부터 골키퍼 순위 3위를 기록하였다. 그는 인상적인 활약 이후, 쾰른과의 계약을 2013년까지 2년 더 연장하였다.

### 바이어 04 레버쿠젠
2011-12 시즌을 끝으로 쾰른이 17위의 순위로 강등을 당하자 그는 레버쿠젠으로 자유 계약으로 입단하였다.
그는 베른트 레노의 백업 선수로 활약중이다.

## 국가대표 경력
U-19 국가대표 시절, 주전 골키퍼였던 렌징은, 2004년에 자국에서 열리는 UEFA U-21 챔피언쉽에 참여하였으나, 벤치에만 머물렀다. 그러나, 그는 U-21 대표팀의 주전 골키퍼가 된 이후, 독일을 2006년 UEFA U-21 챔피언쉽 본선에 올려놓았다. 그는 현재 독일과 세르비아 어느쪽으로든지 뛸 수 있다.

## 수상
FC 바이에른 뮌헨
- 분데스리가: 2004–05, 2005–06, 2007–08, 2009–10
- DFB-포칼: 2004-05, 2005-06, 2007-08, 2009-10
- DFB-리가포칼: 2007

FC 바이에른 뮌헨 II
- 레기오날리가: 2003-04

FC 바이에른 뮌헨 유소년팀
- U-17 분데스리가: 2000-01
- U-19 분데스리가: 2001-02